# Oberpfälzer Handwerksmuseum

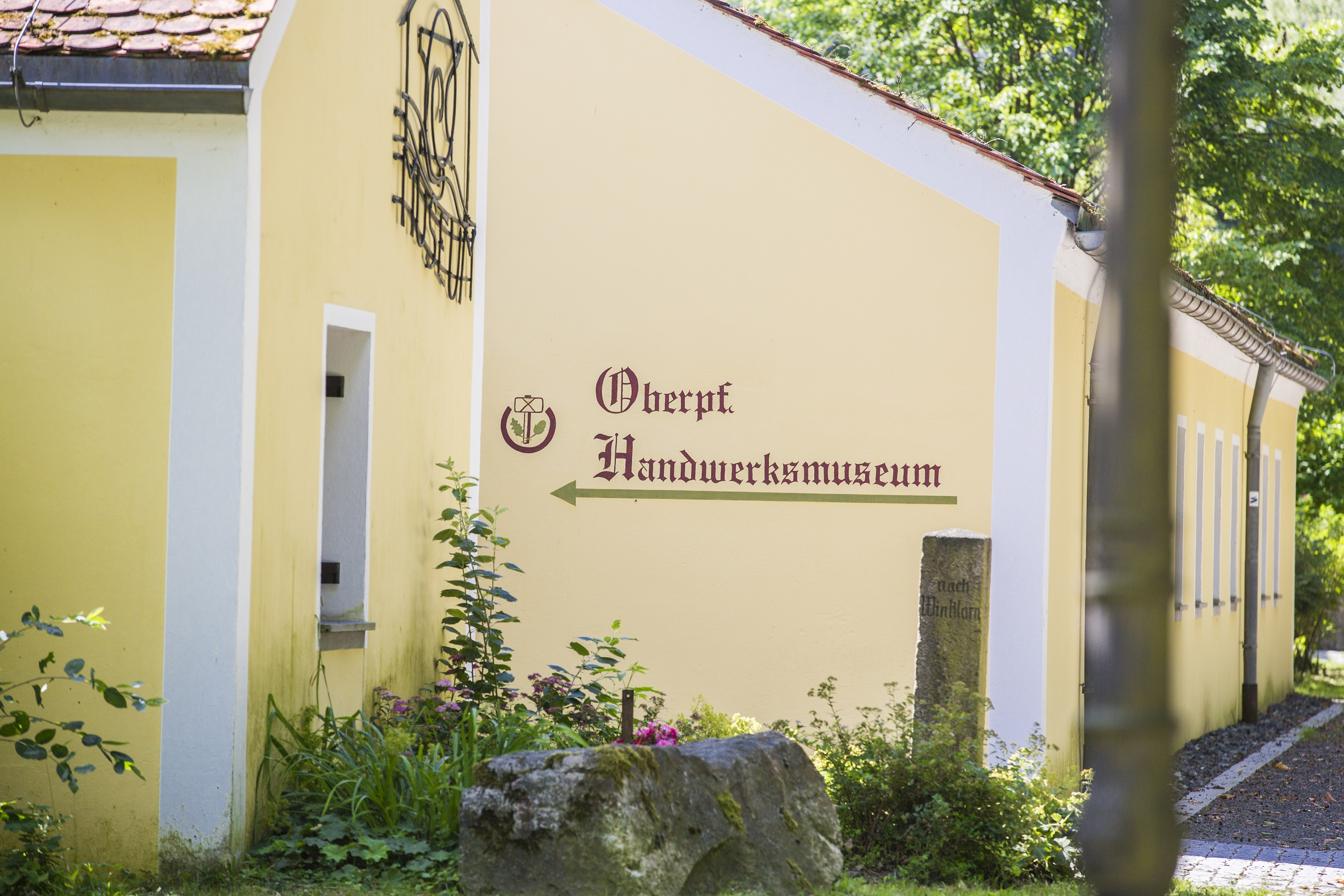
Museumsgebäude

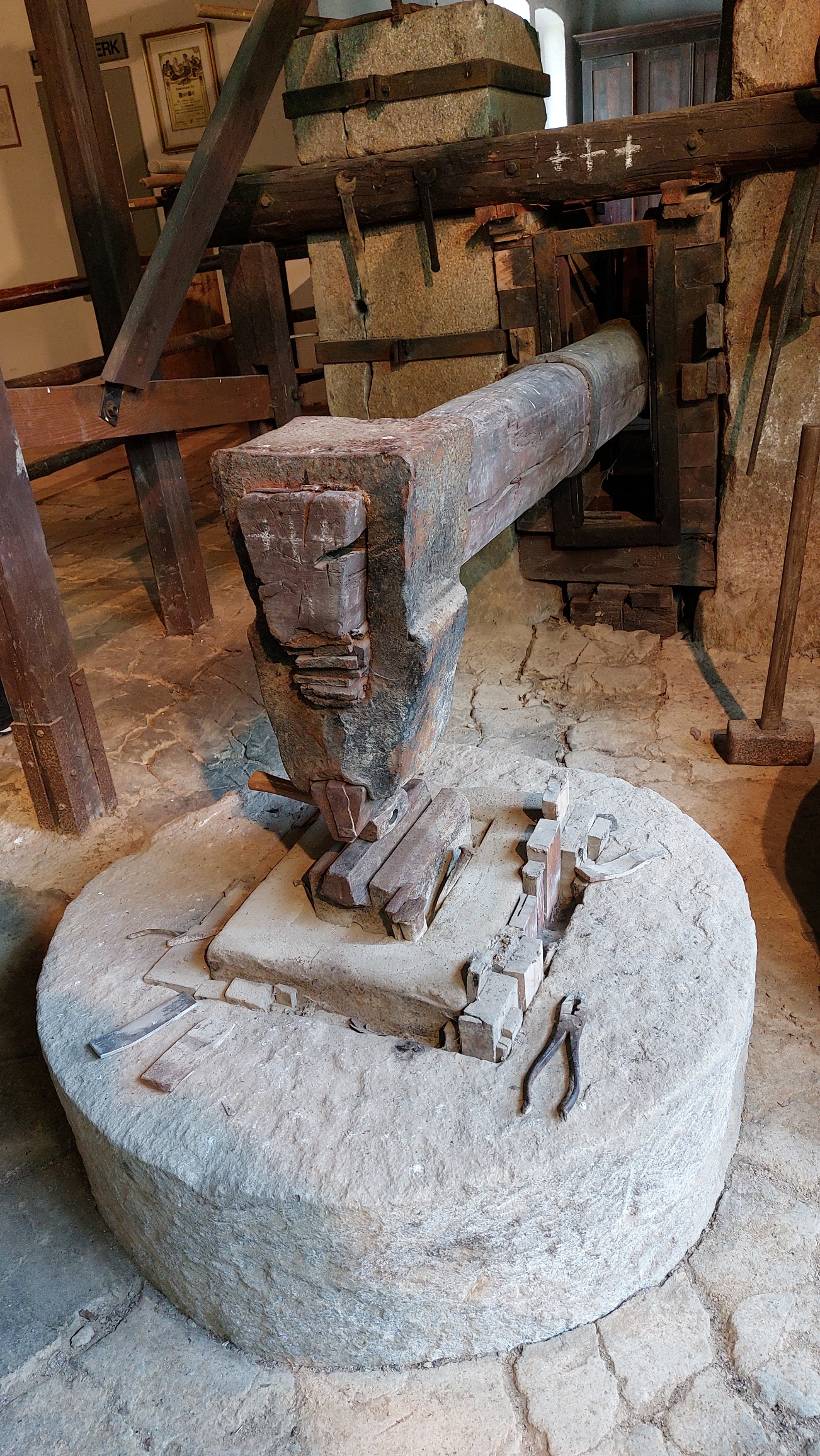
Der Seebarnhammer

Das Oberpfälzer Handwerksmuseum Rötz-Hillstett in Hillstett, einem Ortsteil der Stadt Rötz, liegt am Eixendorfer See im Schwarzachtal. Die Freilichtanlage besteht aus mehreren Gebäuden. In den Museumsgebäuden werden 20 Handwerksberufe in der Übergangszeit vom manuell betriebenen Handwerk zu Mechanisierung und Industrialisierung gezeigt. Die Schauwerkstätten zeigen, unter welchen Umständen Handwerker in den ersten Jahren des 20. Jahrhunderts gearbeitet und gelebt haben.
Unter einem Schutzdach steht die Dampflokomotive 064 355-1  aus dem Jahre 1934. Sie wurde im AW Weiden renoviert und über Neukirchen-Balbini auf Schiene, dann mit Schwerlasttransport bis Hillstett gebracht. Damit erinnert sie an den Bahnhof Hillstedt an der Bahnstrecke Neunburg v. Wald-Rötz, die 1969 bis Rötz betrieben wurde.
Ein weiteres Gebäude im Museumsgelände ist das Dampfsägewerk. Nebenan liegt die von Wasser angetriebene „Saxlmühle“, eine Schneidsäge.
Im Zuge der Anlage des Stausees bei Seebarn ließ die Stadt Rötz 1969 eine Hammerschmiede abtragen und als „Seebarnhammer“ auf dem Museumsgelände wieder aufbauen. Damit wurde der Grundstein für das Oberpfälzer Handwerksmuseum gelegt. Es war 1974 das erste Gebäude auf dem Gelände. Als Gründungsväter können Kreisheimatpfleger Dietmar Görgner und Bürgermeister Alois Zisler genannt werden.
Ergänzt wird das Ensemble durch den „Salzfriedlhof“, ein Waldlerhaus in Blockbauweise mit dem charakteristischen, flachen Satteldach mit großem Dachüberstand. Es war früher im Besitz eines Salzhändlers, der mit Gespannen nach Reichenhall fuhr und die Oberpfalz mit Salz belieferte. Im Jahr 1968 baute die Stadt Rötz den Salzfriedlhof in Hetzmannsdorf ab.
2022 feierte das Oberpfälzer Handwerksmuseum sein 50-jähriges Jubiläum mit der Sonderausstellung „50 Jahre Museum“.
Der Museumsverein „Freundeskreis für das Oberpfälzer Handwerksmuseum“ wurde 1973 gegründet und kümmert sich seitdem um das Museum, das von der Stadt Rötz getragen wird und vom Kulturreferat des Landkreises Cham im Rahmen einer Zweckvereinbarung wissenschaftlich betreut wird.